# Parque da Paz
O Parque da Paz é um parque urbano, situado na cidade de Almada, com cerca de 60 hectares, consistindo no pulmão da cidade.
Inserido no meio da cidade, possui para além de zonas relvadas, matas, zonas de descanso, caminhos e lagos, um Monumento à Paz, de José Aurélio, com 40 metros de comprimento e 26 de altura.
Este parque é da autoria do arquitecto paisagista Sidónio Pardal.

## Referência Bibliográfica
Pardal, Sidónio. Parque da Cidade de Almada. Lisboa: Câmara Municipal de Almada e Censur – Universidade Técnica de Lisboa, 1997.

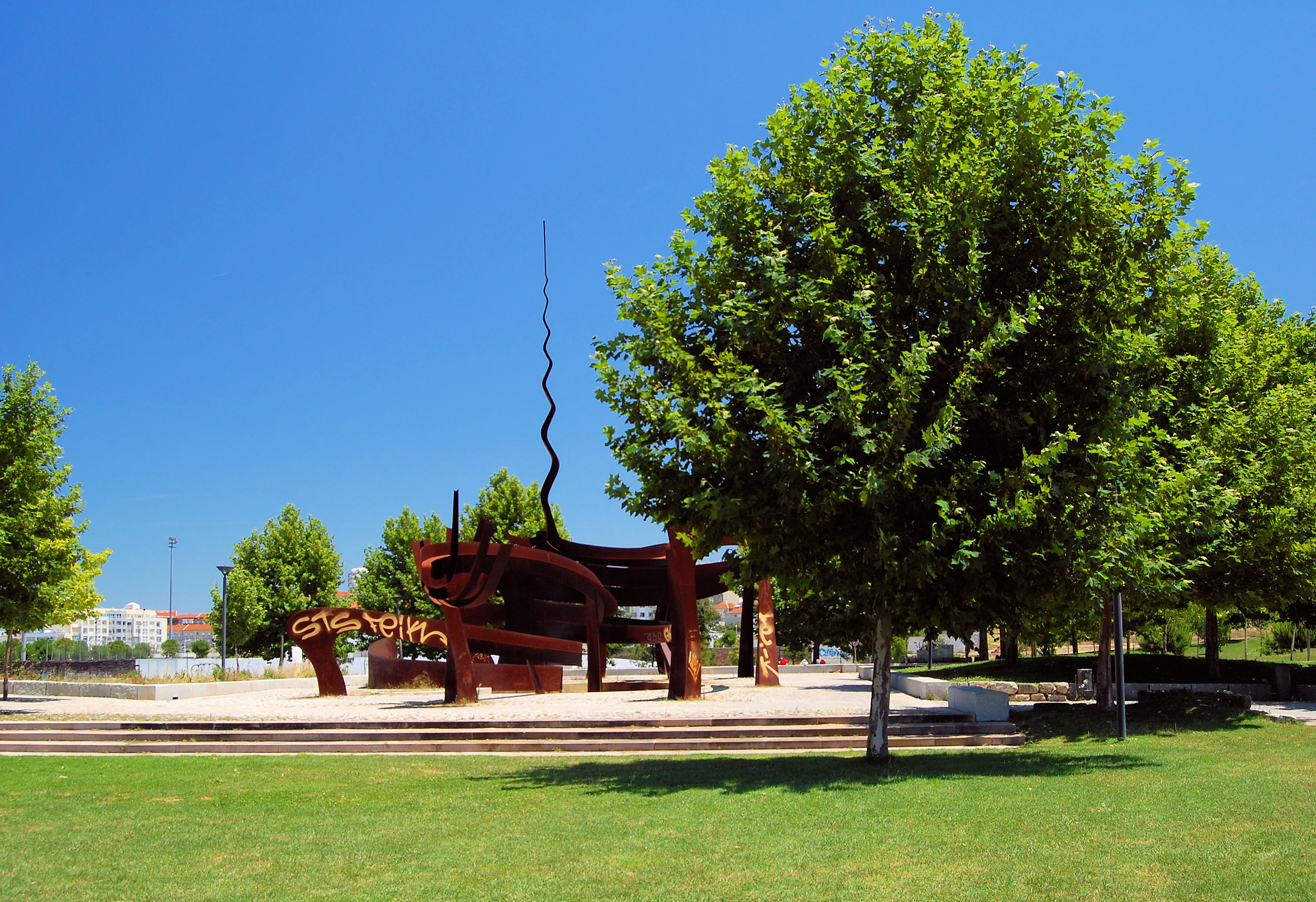
Monumento à Paz

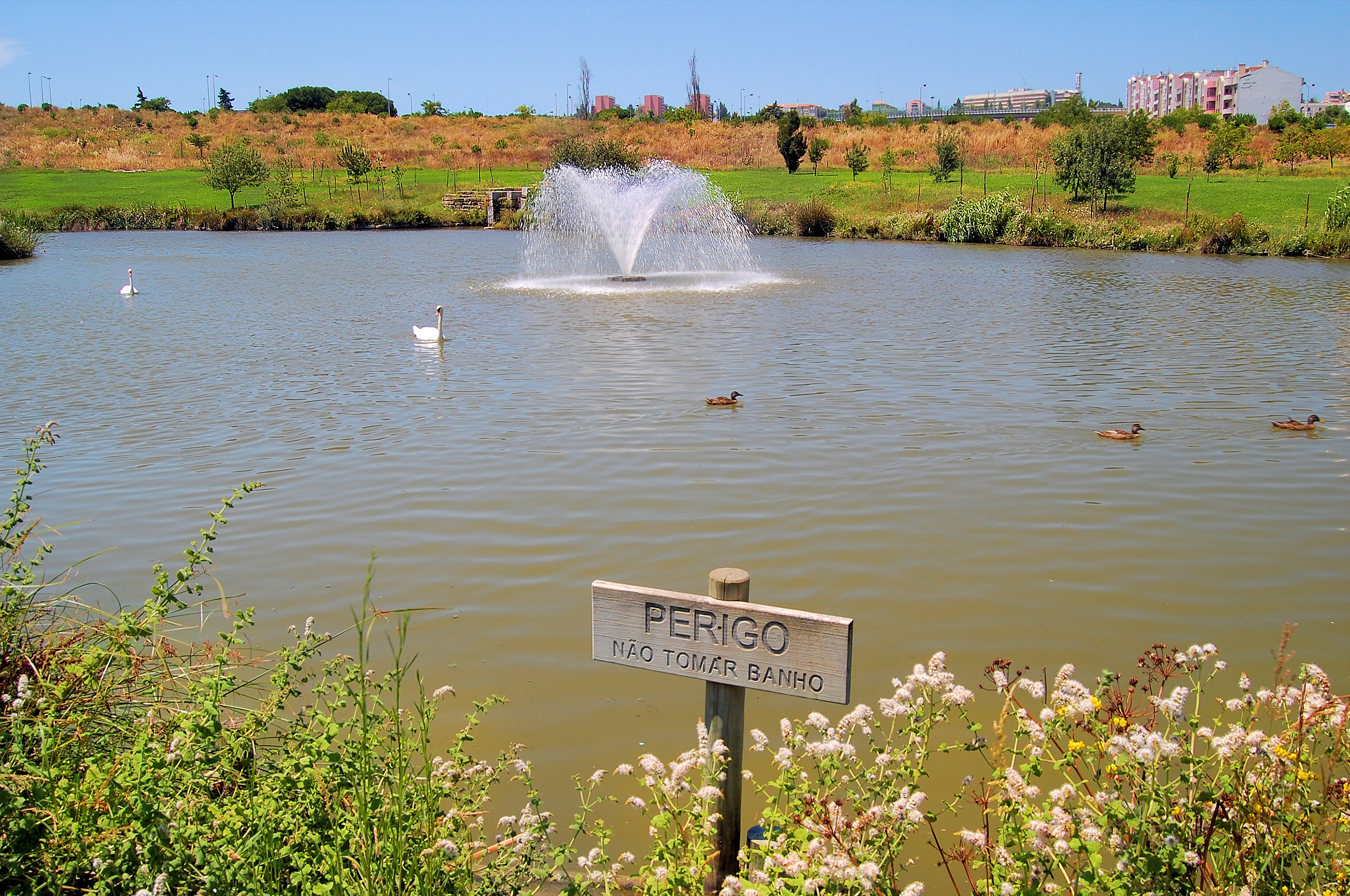
Pormenor do lago no Parque da Paz